# Рябина (река)
Рябина — река в Мурманской области России. Протекает по территории Кандалакшского района. Правый приток Канды.
Длина реки составляет 30 км. Площадь бассейна 208 км². Ширина от 3 до 5 м.
Берёт начало на западном склоне горы Кайта. Протекает по лесной, местами заболоченной местности. Берега реки покрыты ельником и сосновым бором. Порожиста. Устье реки находится в 16 км по правому берегу реки Канда. Населённых пунктов на реке нет. Через Рябину перекинут автомобильный мост на автодороге Кандалакша—Алакуртти.

## Данные водного реестра
По данным государственного водного реестра России относится к Баренцево-Беломорскому бассейновому округу, водохозяйственный участок реки — реки бассейна Белого моря от западной границы бассейна реки Нива до северной границы бассейна реки Кемь, без реки Ковда.
Код объекта в государственном водном реестре — 02020000712102000000083.